# Весёлое (Александровская поселковая община)
Весёлое (укр. Веселе) — село в Александровской поселковой общине Кропивницкого района Кировоградской области Украины.
До 2020 года входило в Александровский район
Население по Всеукраинская перепись населения 2018 года составляло 280 человек. Почтовый индекс — 27301. Телефонный код — 5242. Код КОАТУУ — 3520581701.